# 瓦西里夫卡 (伊林齊市鎮)
49°1′22″N 29°16′16″E / 49.02278°N 29.27111°E
瓦西里夫卡（烏克蘭語：Василівка）是位於烏克蘭西南部的村莊，由文尼察州文尼察區的伊林齊市鎮負責管轄。該村始建於1650年，面積2.1平方公里，海拔高度223米，2001年人口365，人口密度每平方公里173.81人。